# Oliver Köhrmann
Oliver Köhrmann, né le 28 juillet 1976 à Oldenbourg, est un handballeur allemand évoluant au poste de demi-centre.

## Club
- TSG Hatten-Sandkrug : avant 1997
- Wilhelmshavener HV : de 1997 à 2008 et depuis 2013
- TV Großwallstadt : de 2008 à 2013

## Palmarès

### Sélection nationale
- Début en Équipe d'Allemagne le 5 janvier 2005 contre Israël
- 9e place aux Jeux olympiques de 2008,  Chine